# Cadillacs und Dinosaurier
Cadillacs und Dinosaurier (Originaltitel: Cadillacs and Dinosaurs) ist eine US-amerikanisch-kanadische Zeichentrickserie aus dem Jahr 1993. Sie basiert auf der Comicserie Xenozoic Tales (Jack Cadillac – Geschichten aus dem Xenozoikum) von Mark Schultz.

## Handlung
Nach dem Untergang der Zivilisation hat sich das Klima so verändert, dass Dinosaurier wieder auf der Erde leben. Zudem wird die Erde beinahe täglich von Vulkanausbrüchen, Erdbeben und anderen Naturkatastrophen heimgesucht. Auch in dieser Welt ist ein Schutz der Umwelt vor dem Eingreifen des Menschen nicht immer möglich. Allerdings versuchen Jack Tenrec, ein sogenannter Old Blood Mechanic (frei: Mechaniker alter Schule), und Hannah Dundee, die Botschafterin aus dem Nachbarvolk der Wasoon, ein gutes Zusammenleben zwischen den Menschen, der Umwelt und den Dinosauriern herzustellen. Unterstützt werden sie dabei von den reptilienähnlichen Grith, einer höhlenbewohnenden Spezies mit einem "siebten Sinn", welche die Erde seit Urzeiten bewohnt und daher über ein tiefes Wissen über alle irdischen Zusammenhänge verfügt.

## Produktion und Veröffentlichung
Die erste Folge der 13-teiligen Serie wurde am 18. September 1993 auf CBS ausgestrahlt. Die deutsche Erstausstrahlung fand am 30. Juli 1994 auf RTL statt.

## Episode (Erstausstrahlung)
- Folge 1: "Rogue" (18. September 1993)
- Folge 2: "Dino Drive" (25. September 1993)
- Folge 3: "Death Ray" (2. Oktober 1993)
- Folge 4: "Siege" (9. Oktober 1993)
- Folge 5: "Wild Child" (23. Oktober 1993)
- Folge 6: "Mind Over Matter" (6. November 1993)
- Folge 7: "Survival" (20. November 1993)
- Folge 8: "It Only Comes Out at Night" (27. November 1993)
- Folge 9: "Remembrance" (11. Dezember 1993)
- Folge 10: "Pursuit" (18. Dezember 1993)
- Folge 11: "Departure" (14. Januar 1994)
- Folge 12: "Duel" (21. Januar 1994)
- Folge 13: "Wildfire" (28. Januar 1994)